# Lista över vindruvor
Detta är en lista över druvor som används för vinodling. De allra flesta är av arten vinranka (Vitis vinifera). I vinsammanhang används benämningen druvsort (engelska variety, tyska Rebsorte, franska cépage). Eftersom de olika druvsorterna är kloner är de inte genetiskt stabila, utan måste förökas vegetativt genom sticklingar för att inte egenskaperna skall förändras.

## Blå druvor
- Abouriou
- Agiorgitiko / Mavro Nemeas / St. George
- Aglianico
- Aleksandrouli
- Alicante Bouschet
- Băbească Neagră
- Baga
- Barbera
- Bastardo / Trousseau
- Blaufränkisch / Lemberger / Limberger / Kékfrankos
- Bonarda / Charbono
- Cabernet Sauvignon
- Carignan / Carignane / Cariñena / Carignano
- Carmenère
- Cinsault / Cinsaut
- Corvina
- Croatina
- Dolcetto
- Dornfelder
- Durif / Petite Sirah
- Gamay / Gamay Noir
- Grenache / Grenache Noir / Garnacha / Garnatxa / Cannanou
- Graciano
- Hondarrabi Beltza
- Kadarka
- Lagrein
- Lambrusco
- Macabeo
- Malbec / Auxerrois / Côt
- Mavrodafni
- Mencia
- Merlot
- Millot
- Montepulciano
- Mourvèdre / Monastrell / Mataro
- Nebbiolo / Spanna / Chiavennasca
- Negroamaro
- Nero d'Avola
- Ojaleshi
- Pamid
- Pardina
- Petit Verdot
- Pinot Meunier / Schwarzriesling / Müllerrebe
- Pinot Nero
- Pinot Noir / Spätburgunder / Blauburgunder
- Pinotage
- Plavac Mali
- Portugieser
- Poulsard
- Primitivo / Zinfandel
- Refosco / Refošk / Refosk
- Rondinella
- Roriz
- Rotberger
- Ruby Cabernet
- Rubired
- Rufete / Tinta Pinheira / Tinta Carvalha / Rufeta
- Sagrantino
- Sangiovese
- Saperavi
- Schiava / Trollinger
- Shavkapito
- Sousão
- Syrah / Shiraz
- Taminga
- Tannat
- Tarrango
- Tempranillo / Tinta Roriz
- Terrano
- Teroldego
- Terret Noir
- Tinta Barroca
- Tinta Cao
- Touriga Franca / Touriga Francesa
- Touriga Nacional / Azal Espanhol / Preto de Mortágua
- Valdiguié
- Vranac
- Xynomavro
- Zilga
- Zinfandel / Crljenak Kaštelanski / Primitivo
- Zweigelt / Zweigeltrebe / Rotburger

## Gröna druvor
- Airén
- Albariño / Alvarinho
- Aligoté
- Arneis
- Auxerrois
- Assyrtiko
- Bacchus
- Baco 22 A
- Bual / Boal
- Catarratto
- Chardonnay
- Chenin Blanc / Steen
- Clairette Blanc
- Colombard
- Cortese
- Courtiller Musque
- Crouchen
- Doradillo
- Durello
- Elbling
- Fetească alba
- Fetească regală
- Fiano
- Flora
- Folle Blanche
- Furmint
- Garganega
- Gewürztraminer
- Goldriesling
- Grasa de Cotnari
- Grecanico
- Grechetto
- Greco
- Grüner Veltliner
- Gutedel / Chasselas
- Hárslevelű
- Heunisch
- Hondarrabi Zuri
- Inzolia
- Kerner
- Macabeo / Viura
- Malvasia / Malmsey
- Marsanne
- Mauzac
- Melon de Bourgogne
- Moschofilero
- Mtsvane
- Müller-Thurgau / Rivaner
- Moscatell / Moscato / Moscatel
- Muscadelle / Tokay
- Muscat
- Ondenc
- Palomino / Palomino Fino
- Parellada
- Pedro Ximénez
- Pinot Blanc / Pinot Bianco / Weissburgunder
- Pinot Gris / Pinot Grigio / Grauburgunder
- Prosecco
- Riesling / Johannisberg Riesling / Rheinriesling / Klingelberger
- Rkatsiteli
- Roussanne
- Sauvignon Blanc
- Sauvignon Vert
- Sercial
- Scheurebe / Sämling 88
- Semillon
- Smederevka
- Solaris
- Sukribe
- Sultana
- Silvaner / Sylvaner / Oesterreicher
- Tamjanika
- Tocai Friulano
- Torrontes
- Traminer / Savagnin Blanc / Savagnin Rosé
- Trebbiano / Ugni Blanc
- Trousseau Gris
- Tsolikouri
- Veldze
- Verdelho
- Verdicchio
- Vermentino
- Vernaccia
- Vidal Blanc
- Viognier
- Welschriesling / Riesling Italico
- Xarel·lo / Xarello

## Labruscagruppen
Dessa sorter är hybrider mellan labruskavin (V. labrusca) och vinranka (V. vinifera). Ibland förekommer också inslag av amurvin (V. amurensis). De odlas vanligen som trädgårdsväxter till färskkonsumtion.
- Beta
- Chelois
- Fredonia
- Glenora
- Guna
- Himrod
- Ivan
- Lakemont Seedless
- Maréchal Foch
- Nordica
- Ontario
- Remaily
- Remaily Seedless
- Schuyler
- Spulga
- Suffolk Red
- Sukribe
- Supaga
- Vanessa
- Veldze
- Vidal Blanc
- Zilga

### Webbkällor
- Svensk Kulturväxtdatabas